# Юган (Татарстан)
Юган (чув. Юхан)— поселок в Нурлатском районе Татарстана. Входит в состав Зареченского сельского поселения.

## География
Находится в южной части Татарстана на расстоянии приблизительно 28 км на запад-северо-запад по прямой от районного центра города Нурлат вблизи границы с Самарской областью.

## История
Основан в 1930-х годах.

## Название
Происходит от топонима "Юхан" с чувашского переводится как "Течение".

## Население
Постоянных жителей было в 1949 году — 116, в 1958—320, в 1970—177, в 1979—111, в 1989 — 51, в 2002 году 35 (чуваши 63 %, татары 26 %), в 2010 году 19.